# باب القطانين

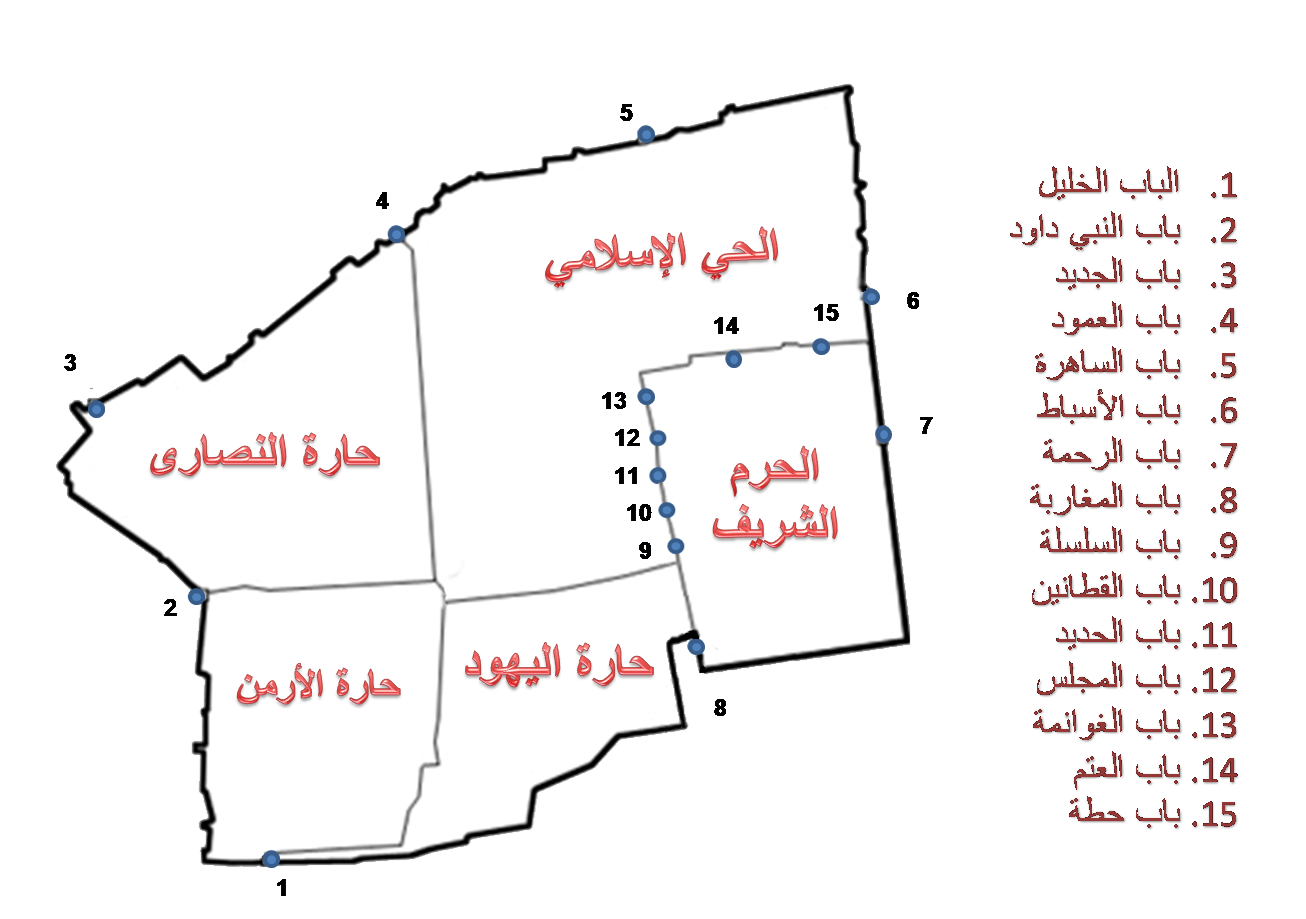
صورة: بوابات القدس القديمة والمسجد الأقصى.

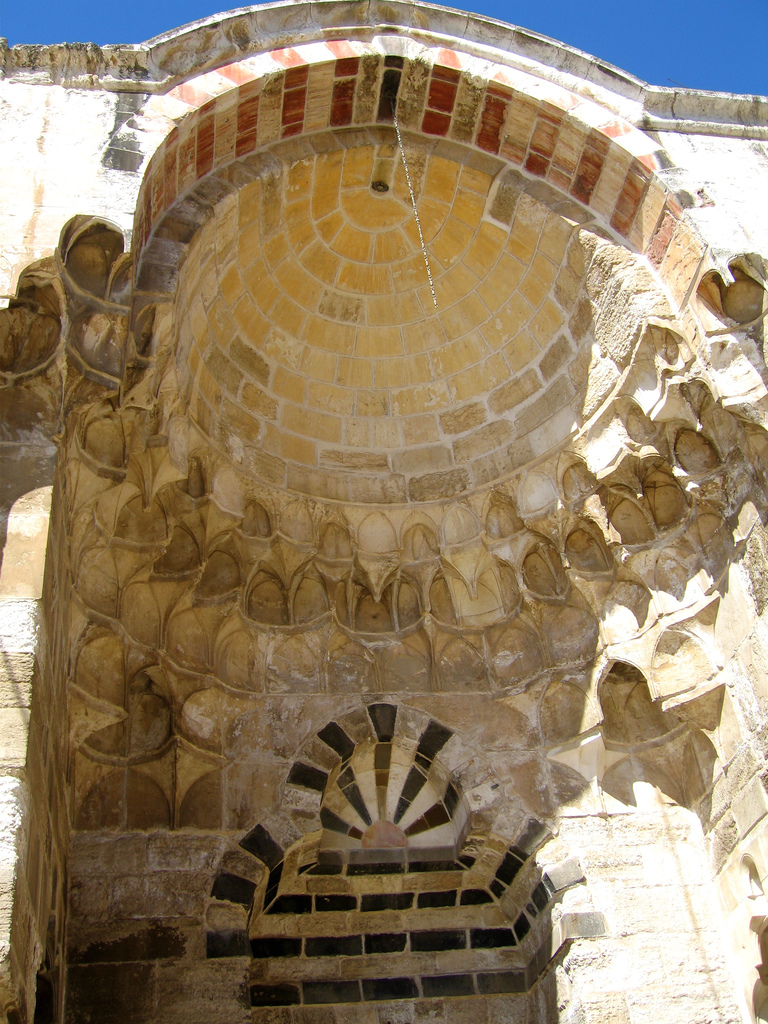
باب القطانين

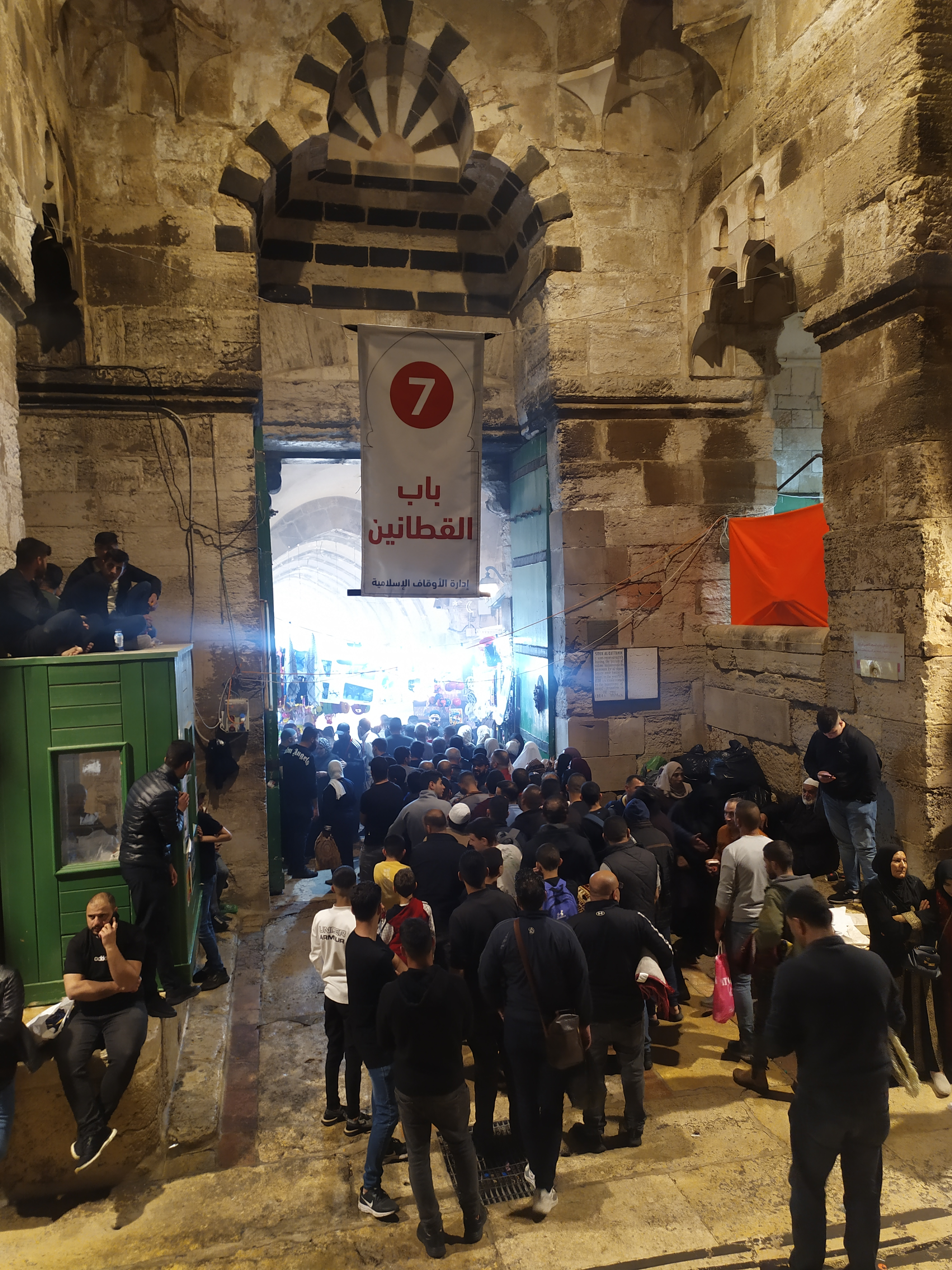
باب القطانين في المسجد الأقصى المبارك في القدس

باب القطانين هو إحدى أبواب المسجد الأقصى المفتوحة، ويقع في الجهة الغربية لساحة المسجد الأقصى، ويعد من الأبواب الرئيسية الهامة والجميلة المؤدية للمسجد، ويؤدي هذا الباب إلى سوق القطانين ومنه جاءت تسميته، وقد جدد هذا الباب في عهد السلطان محمد قلاوون على يد الأمير سيف الدين تنكز عام 1336م، وهذا واضح من خلال نقش يوجد في أعلى المدخل من الجهة الشرقية المطلة على ساحة الحرم القدسي، وقد أزيلت على يد المجلس الإسلامي الأعلى سنة 1922م.
والواجهة الشمالية للباب مكونة من قوصرة مدخل تنخفض عن مستوى الساحة بتسع درجات تحيط بها من ثلاث جهات، وهذه القوصرة واسعة حيث يبلغ عرضها 7 أمتار تقريباً وارتفاعها 13 متر، وهي مغطاة بنصف قبة من الحجر. وأما المفتاح فهو أسود اللون ونصف القبة مقامة على خمسة صفوف من المقرنصات، وفتحة الباب مستطيلة بارتفاع 4 أمتار وعرض 2,5 متر ويعلو الباب عتب حجري مستقيم وهو مكون من ثلاث قطع خارجية.

## انظر ايضا
العمارة المملوكية في القدس